# Oued Tlelat
Oued Tlelat è un comune dell'Algeria, situato nella provincia di Orano.